# Victorino Rodríguez (dominico)
Victorino Rodríguez O. P. (Carriles, Arganza (Tineo), Oviedo, 14 de febrero de 1926 - Madrid, 28 de marzo de 1997) fue un religioso dominico español, filósofo y teólogo.

## Biografía
Nació en Carriles (Asturias) en 1926. Estudió Humanidades (1940-1945) en el Colegio de Dominicos de Corias. Hizo la primera profesión religiosa en la Orden de Predicadores el 6 de octubre de 1946 en el Convento de San Esteban de Salamanca y fue ordenado sacerdote el 6 de julio de 1952. Cursó tres años de filosofía en el Studium Generale de la Orden en Vergara (1946-1947) y en Las Caldas de Besaya (1947-1949). Realizó sus estudios de teología en la Facultad Teológica de San Esteban de Salamanca (1949-1954), obteniendo los grados de Lector (el doctorado en la Orden de Predicadores) y de licenciado en teología con la nota Summa cum laude en la disertación y Magna cum laude en el examen oral. El siguiente curso lo realiza en la Universidad Pontificia de Santo Tomás de Aquino de Roma (1954-1955), obteniendo el doctorado en teología por aquella universidad con la nota Summa cum laude plenis votis. Amplió estudios teológicos y humanísticos en París, Toulouse, Dublín y Limerick. Fue profesor en la Facultad de Teología de San Esteban desde 1955 hasta 1970, y de la Universidad Pontificia de Salamanca desde 1964 hasta 1970. 
Desde 1973 residió en Madrid, ejerciendo como profesor contratado por el Consejo Superior de Investigaciones Científicas. Desde 1982 fue Ordinario de la Pontificia Academia Romana de Teología. También fue miembro de la Real Academia de Doctores de Madrid, y presidente de la Sección Española de la Sociedad Internacional Tomás de Aquino. Durante su estancia en Madrid fue elegido prior del Convento de Santo Domingo el Real. Falleció el 28 de marzo de 1997.
Perteneció a la estirpe de dominicos estrictamente tomistas que se formó en torno al Convento de San Esteban de Salamanca en la primera mitad del siglo XX, junto a los padres Santiago Ramírez, Guillermo Fraile, Vicente Beltrán de Heredia, Teófilo Urdánoz, Manuel Cuervo, Alonso Lobo, Antonio Royo Marín, Aniceto Fernández Alonso, Venancio Diego Carro, Francisco Pérez Muñiz, etc.
Victorino Rodríguez fue discípulo del ya mencionado Fr. Santiago Ramírez, O.P. El profesor Miguel Ayuso, catedrático de Ciencia Política y Derecho Constitucional de la Universidad Pontificia Comillas de Madrid considera al P. Rodríguez uno de sus maestros.

## Obras

#### Libros[5]
- De specificatione entis moralis iuxta S. Thomae doctrinam: investigatio directa super textu D. Thomae (Salamanca, 1961).
- Sobre la libertad religiosa (Madrid, 1965).
- Santiago María Ramírez. In memoriam (Salamanca, 1968).
- Temas-clave de Humanismo cristiano (Madrid, Speiro, 1984).
- Teología de la paz (Madrid, 1988).
- Estudios de antropología teológica (Madrid, Speiro, 1992).
- Los sentidos internos (Barcelona, PPU, 1993).
- El conocimiento analógico de Dios (Madrid, Speiro, 1995).

Además, ha traducido y editado la obra de Santo Tomás de Aquino De regimine principum (también conocida como De regno), incluyendo un extenso comentario a la misma: 
- El régimen político de Sto. Tomás de Aquino (Fuerza Nueva, 1978).[6]

El P. Santiago María Ramírez (1891-1967), O.P., antes de morir, le confió sus manuscritos, por lo que el P. Victorino Rodírguez, O.P., se decidió a editar y publicar las obras de Ramírez. Los primeros volúmenes de la Opera omnia se publicaron en el CSIC, y los siguientes en la Editorial de San Esteban de Salamanca: 
- Opera omnia, t. I, vol. 1: De ipsa philosophia in universum (CSIC, 1970).
- Opera omnia, t. I, vol. 2: De ipsa philosophia in universum (CSIC, 1970).
- Opera omnia, t. II, vol. 1: De analogia (CSIC, 1972).
- Opera omnia, t. II, vol. 2: De analogia (CSIC, 1972).
- Opera omnia, t. II, vol. 3: De analogia (CSIC, 1972).
- Opera omnia, t. II, vol. 4: De analogia (CSIC, 1972).
- Opera omnia, t. III, vol. 1: De hominis beatitudine (CSIC, 1972).
- Opera omnia, t. III, vol. 2: De hominis beatitudine (CSIC, 1972).
- Opera omnia, t. III, vol. 3: De hominis beatitudine (CSIC, 1972).
- Opera omnia, t. III, vol. 4: De hominis beatitudine (CSIC, 1972).
- Opera omnia, t. III, vol. 5: De hominis beatitudine (CSIC, 1972).
- Opera omnia, t. IV: De actibus humanis (CSIC, 1972).
- Opera omnia, t. V: De passionibus animae (CSIC, 1973).
- Opera omnia, t. VI, vol. 1: De habitibus in communi (CSIC, 1973).
- Opera omnia, t. VI, vol. 2: De habitibus in communi (CSIC, 1973).
- Opera omnia, t. VII: De donis Spiritus Sancti deque vita mystica (CSIC, 1974).
- Opera omnia, t. VIII, vol. 1: De vitiis et peccatis (Editorial de San Esteban, 1990).
- Opera omnia, t. VIII, vol. 2: De vitiis et peccatis (Editorial de San Esteban, 1990).
- Opera omnia, t. IX, vol. 1: De gratia Dei (Editorial de San Esteban, 1992).
- Opera omnia, t. IX, vol. 2: De gratia Dei (Editorial de San Esteban, 1992).
- Opera omnia, t. X: De fide divina (Editorial de San Esteban, 1994).
- Opera omnia, t. XI: De spe theologica (Editorial de San Esteban, 1995).

#### Artículos[7]
- "La culpa y su especificación", en La Ciencia Tomista, 83 (1956): 65-86.
- "Diferencia sustancial y unidad específica entre las almas humanas", en Estudios Filosóficos, 6 (1957): 153-157.
- "La cogitativa en los procesos de conocimiento y afección", en Estudios Filosóficos, 6 (1957): 245-278.
- "Presupuestos psicológicos para una moral del dolor", en La Ciencia Tomista, 84 (1957): 613-639.
- "Cuando es donal la moción divina en el alma", en Teología Espiritual, 2 (1958): 59-79.
- "La memoria humana, sus leyes, su educación", en Estudios Filosóficos, 8 (1959): 5-30.
- "Inhabitación de la SS. Trinidad en el alma en gracia", en La Ciencia Tomista, 86 (1959): 65-115.
- "Monitum del Santo Oficio sobre el bautismo de los niños", en La Ciencia Tomista, 86 (1959): 249-270.
- "Cuando es donal la moción divina en el alma II", en Teología Espiritual, 4 (1960): 237-267.
- "Fe y Teología según M. Cano", La Ciencia Tomista, 87 (1960): 529-567.
- "La causalidad del bien conocido en el amor y el supuesto intelectualismo exagerado del Cardenal Cayetano", en La Ciencia Tomista, 88 (1961): 137-170.
- "Libertad y obediencia. Limitaciones mutual", en Teología Espiritual, 5 (1961): 281-286.
- "El hombre animal social", en Estudios Filosóficos, 10 (1961): 115-118.
- "Las virtudes teologales y la oración", en La Vida Sobrenatural, 62 (1961): 321-333.
- "La S. C. de Seminarios y Universidades manda retirar las obras de Ortega", en La Ciencia Tomista, 89 (1962): 139-143.
- "Proceso formativo de la Teología científica", en Salmanticensis, 9 (1962): 421-454.
- "La libertad político-religiosa para las confesiones acatólicas, ¿derecho estricto del hombre?", en La Ciencia Tomista, 90 (1963): 319-332.
- "La 'Pacem in terris' y la libertad religiosa", en La Ciencia Tomista, 90 (1963): 665-685.
- "La imaginación", en Estudios Filosóficos, 12 (1963): 197-231.
- "Vitalidad del tomismo. Traducción de dos artículos de Mons. Dino Staffa" (1963).
- "Conciencia moral y personalidad", en Estudios Filosóficos, 12 (1963): 531-536.
- "Sobre la libertad religiosa", en La Ciencia Tomista, 91 (1964): 311-429.
- "Los dos puntos en discusión sobre libertad religiosa", en Punta Europa, 9 (1964): 3-18.
- "El ser que es objeto de la Metafísica en la interpretación tomista clásica", en Estudios Filosóficos, 14 (1965): 283-315, 461-492.
- "Seis documentos de Pablo VI sobre Santo Tomás hoy", en Salmanticensis, 13 (1966): 125-135.
- "Responsabilidad teológica del ateísmo", en La Ciencia Tomista, 93 (1966): 581-611.
- "Estudio histórico-doctrinal de la declaración sobre la libertad religiosa del Concilio Vaticano II", en La Ciencia Tomista, 93 (1966): 193-339.
- "Declaración conciliar sobre libertad religiosa", en Salmanticensis, 13 (1966): 463-533.
- "La libertad religiosa no es eso", en Ilustración del clero (abril de 1967).
- "El método teológico después del Concilio Vaticano II", en Salmanticensis, 14 (1967): 479-504.
- "Los partidos políticos y el Concilio Vaticano II", en El Español, nº 42, 5-VIII-1967, págs. 12-13.
- "La libertad religiosa según el Catolicismo", en Enciclopedia del Mundo Católico, II, Madrid (1968).
- "Teología y lenguaje", en La Ciencia Tomista, 95 (1968): 301-310.
- "La fórmula dogmática y el desarrollo dogmático teológico", en La Ciencia Tomista, 95 (1968): 389-420.
- "La recta conciencia en la encíclica 'Humanae Vitae'", en La Ciencia Tomista, 95 (1968): 507-509.
- "Bibliografía de ateísmo contemporáneo", en Salmanticensis 16 (1969): 397-424.
- "La Iglesia y el Estado en España" (colaboración), Madrid, 1969 (artículo reproducido en toda la prensa nacional y gran parte de la privada).
- "Puntualizaciones de YA y VIDA NUEVA al tema Iglesia-Estado en España", en Fuerza Nueva, 134 (2 de agosto de 1969): 27-29.
- "In memoriam: P. Guillermo Fraile, O.P.", en Salmanticensis, 17 (1970): 671-673.